# Sächsisch-Thüringische Eisenbahngesellschaft

Die Strecke der Sächsisch-Thüringischen Eisenbahngesellschaft

Die Sächsisch-Thüringische Eisenbahngesellschaft war eine Eisenbahngesellschaft mit Sitz in Greiz. Sie war Eigentümer und Betreiber der Bahnstrecke Wolfsgefährth–Weischlitz („Elstertalbahn“).

## Geschichte
Greiz besaß bereits seit 1865 eine Bahnanbindung durch eine kurze Stichbahn, die in Neumark an der Bahnstrecke Leipzig–Hof begann. Der 1868 durch Greizer Bürger gegründete Sächsisch-Thüringische Eisenbahnverein forderte jedoch auch eine Verbindung durch das Elstertal von Gera nach Plauen. Problematisch war jedoch die Querung der Landesgrenze zwischen dem Fürstentum Reuß älterer Linie und dem Königreich Sachsen, waren doch die hoheitlichen Interessen beider Staaten beim Bahnbau zu berücksichtigen. 
Am 23. März 1872 erhielt die aus dem Verein hervorgegangene Sächsisch-Thüringische Eisenbahngesellschaft schließlich die Konzession von Reuß älterer Linie, am 13. April 1872 auch die vom Königreich Sachsen. Als Verknüpfungspunkt mit dem sächsischen Staatsbahnnetz war Weischlitz vorgesehen, die ursprünglich avisierte Weiterführung ins bayerische Hof wurde nicht genehmigt.
Der Abschnitt von Wolfsgefährth an der Gera-Eichichter Bahn bis Greiz ging am 17. Juli 1875 in Betrieb. Als zweiter Abschnitt wurde die Strecke von Greiz bis Plauen am 8. September eröffnet, der letzte Abschnitt bis Weischlitz folgte am 20. September desselben Jahres. 
Nach dem Konkurs der bauausführenden Eisenbahnbaugesellschaft Pleßner & Co. aus Berlin geriet die Gesellschaft schon nach kurzer Zeit in den finanziellen Notstand. Um den Kauf einer Anleihe von zwei Millionen Thaler zu vermeiden, bot man die Strecke dem Königreich Sachsen zum Kauf an. Am 1. Juli 1876 ging die Sächsisch-Thüringische Eisenbahngesellschaft in den Königlich Sächsischen Staatseisenbahnen auf.

## Lokomotiven
→ Siehe Hauptartikel: Sächs.-Thür.Eb. – Osterland bis Elsterberg

sä. Nr. 2710; ehem. PLAUEN der Sächs.-Thür.Eb.

Die Sächsisch-Thüringische Eisenbahn beschaffte 1874 für ihre Strecke acht Schlepptenderlokomotiven der Bauart 1B n2 von Schichau in Elbing. Sie trugen fast ausschließlich Namen nach Orten an der Elstertalbahn. Sie gelangten 1876 ins Eigentum der Königlich Sächsischen Staatseisenbahnen, welche sie in die Gattung Schi III (später II) einordnete. Ausgemustert wurden sie zwischen 1914 und 1922.